# 눈카 테 올비다레
《눈카 테 올비다레》(스페인어: Nunca te olvidaré)은 1999년 방영된 멕시코의 텔레노벨라이다.